# Areál piety na kótě 748 Háj
Areál piety na kótě 748 Háj v Liptovském Mikuláši je největším vojenským pohřebištěm československých vojáků na Slovensku, kteří padli během druhé světové války na území bývalých okresů Liptovský Mikuláš, Liptovský Hrádok, Ružomberok a Dolný Kubín. Areál piety je hřbitovem s památníkem a tvoří ho tyto hlavní objekty:
- Památník padlým vojákům 1. československého armádního sboru v SSSR.
- Schodiště se sousoším
- Vojenský hřbitov

Celý areál byl stavěn v letech 1950–1961 a slavnostně jej odhalili u příležitosti 16. výročí osvobození města Sovětskou armádou 9. května 1961. Autory výtvarného řešení památníku jsou architekti Aladár Búzik a Vladimír Bauer. V roce 1963 byl celý areál prohlášen národní kulturní památkou.

## Poloha
Areál piety je umístěn na kótě 748 Háj - Nicovô. Z tohoto místa je nezapomenutelný pohled na okolní Liptovskou kotlinu, na město Liptovský Mikuláš, Liptovskou Maru a okolní vesnice. Při dobrém počasí je vidět Chočské vrchy, Nízké, Západní  i Vysoké Tatry. Na Háj, který je od města vzdálen 3,7 kilometru, vede udržovaná cesta a je možné dostat se tam autem.

## Schodiště se sousoším

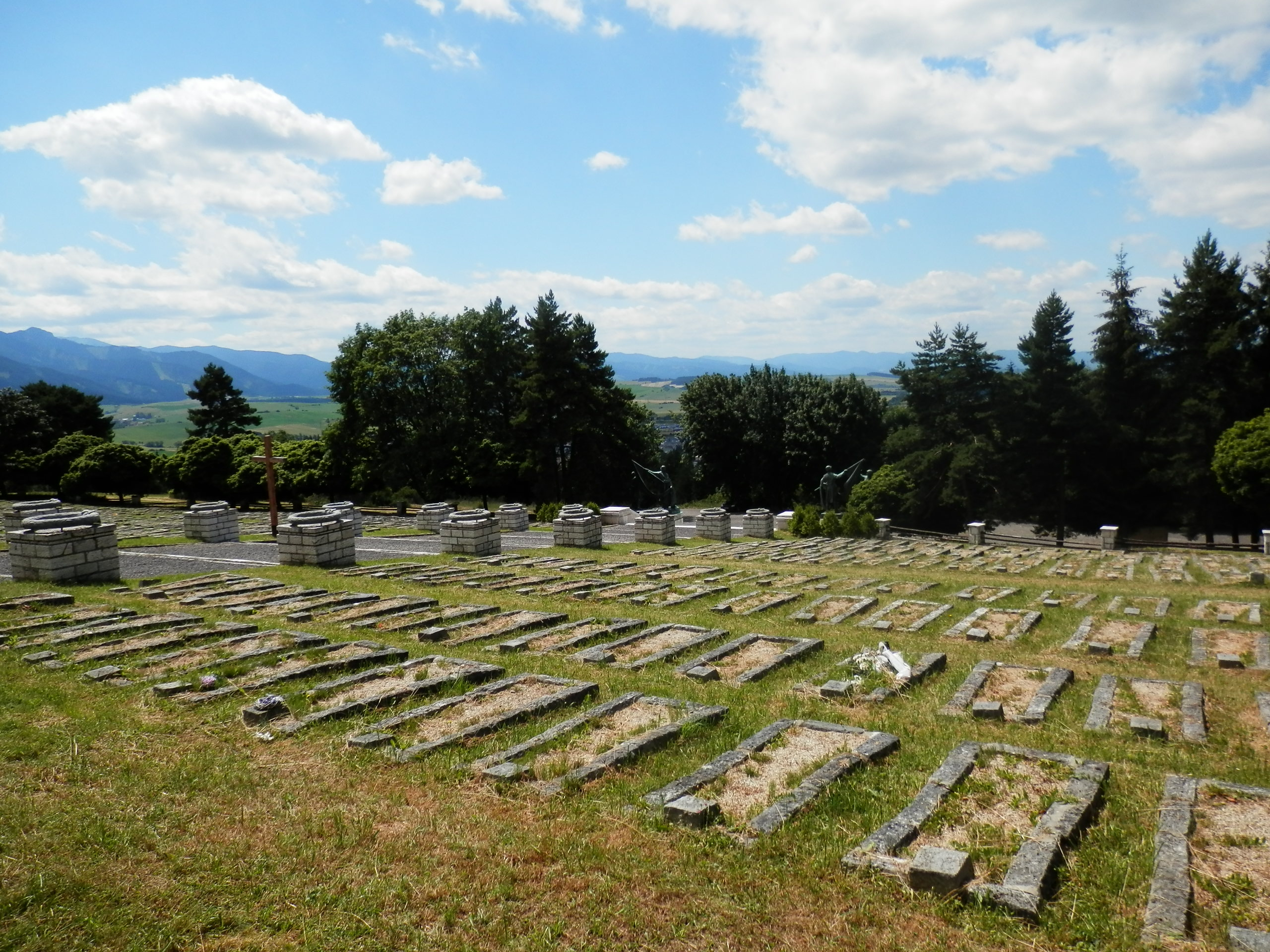
Řady hrobů

Přístupové schodiště vede od vstupních monumentálních sousoší, které byla vytvořeny tepáním a svařováním jejich jednotlivých částí. Vlevo je sousoší „Přísaha“ od akademického sochaře Miroslava Ksandra vpravo „Osvobození“ od akademického sochaře Alfonse Gromy, které tam byly osazeny v roce 1961. Na levém podstavci sousoší je i tento nápis ve slovenském jazyce: „Vy drahí, vraciate nám drahú mať. Kľakáme k hrobom, kde už spíte nemí. A šepkáme len: Viečnaja pamiať! Žijúcim mŕtvym v našej rodnej zemi.“ Na pravém podstavci je stejný text napsaný v jazyce ruském.
Schodiště je lemováno bočními podstavci s kovovými věnci a po kamenných schodech vede návštěvníka na plateau celého areálu.

## Vojenský hřbitov

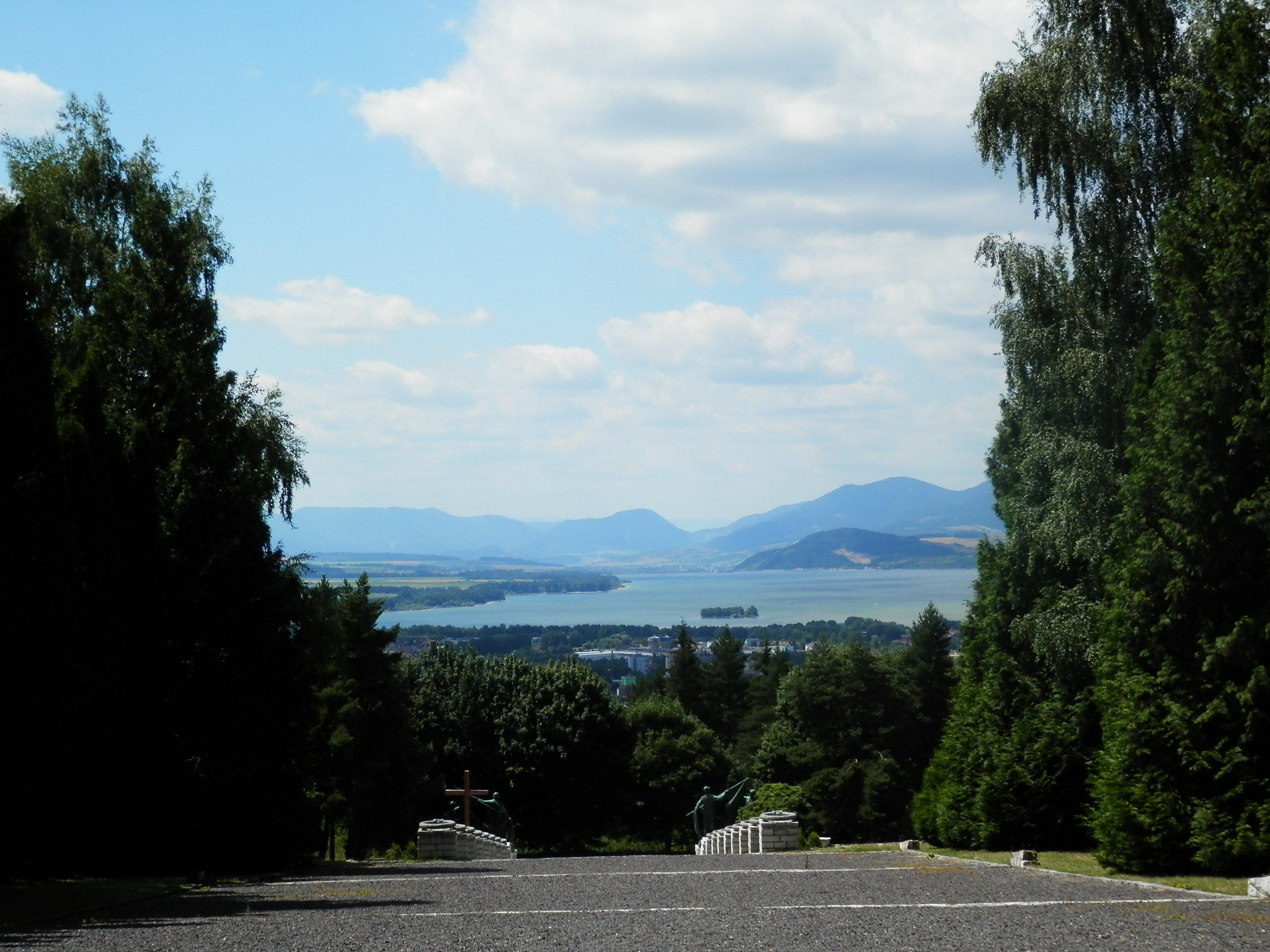
Schodiště, pohled z plateau

V deseti řadách, po obou stranách schodiště, je 1415 hrobů a je zde pohřbeno 1 361 příslušníků 1. československého armádního sboru v SSSR, kteří padli od ledna až do dubna 1945 při dobývání města Liptovský Mikuláš a během bojů v okolí Liptovského Mikuláše. Hroby jsou lemovány jednoduchými kamennými obrubníky.

## Památník

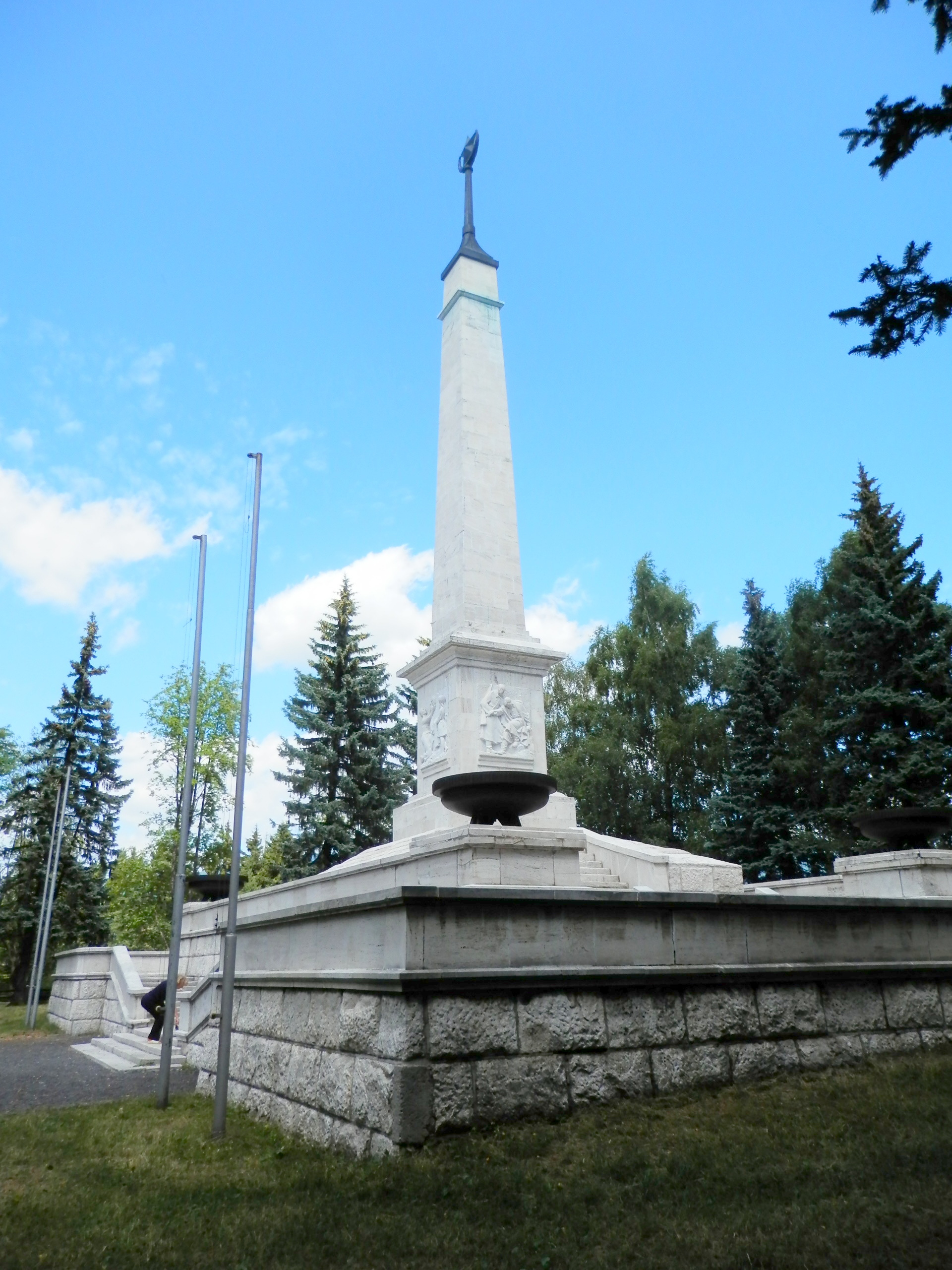
Plateau a pylon památníku

Samotný památník tvoří plateau, odkud se do výšky zvedá 15 metrů vysoký pylon vyrobený ze spišského travertinu. K terénu je upevněn čtyřmi nárožními sokly s tepanými vázami pro řecký oheň. Dřík pylonu má čistou geometrickou podobu, která končí kovovým hrotem, na jehož vrcholu je pěticípá hvězda. Od roku 1959 jsou ve spodní části pylonu, umístěny reliéfy „Uctění praporu“ a „Pomoc raněnému“ od akademického sochaře Miroslava Ksandra. Od akademického sochaře Alfonse Gromy jsou reliéfy: „Kladení věnce“ a „Výjev nad hrobem“.

## Galerie

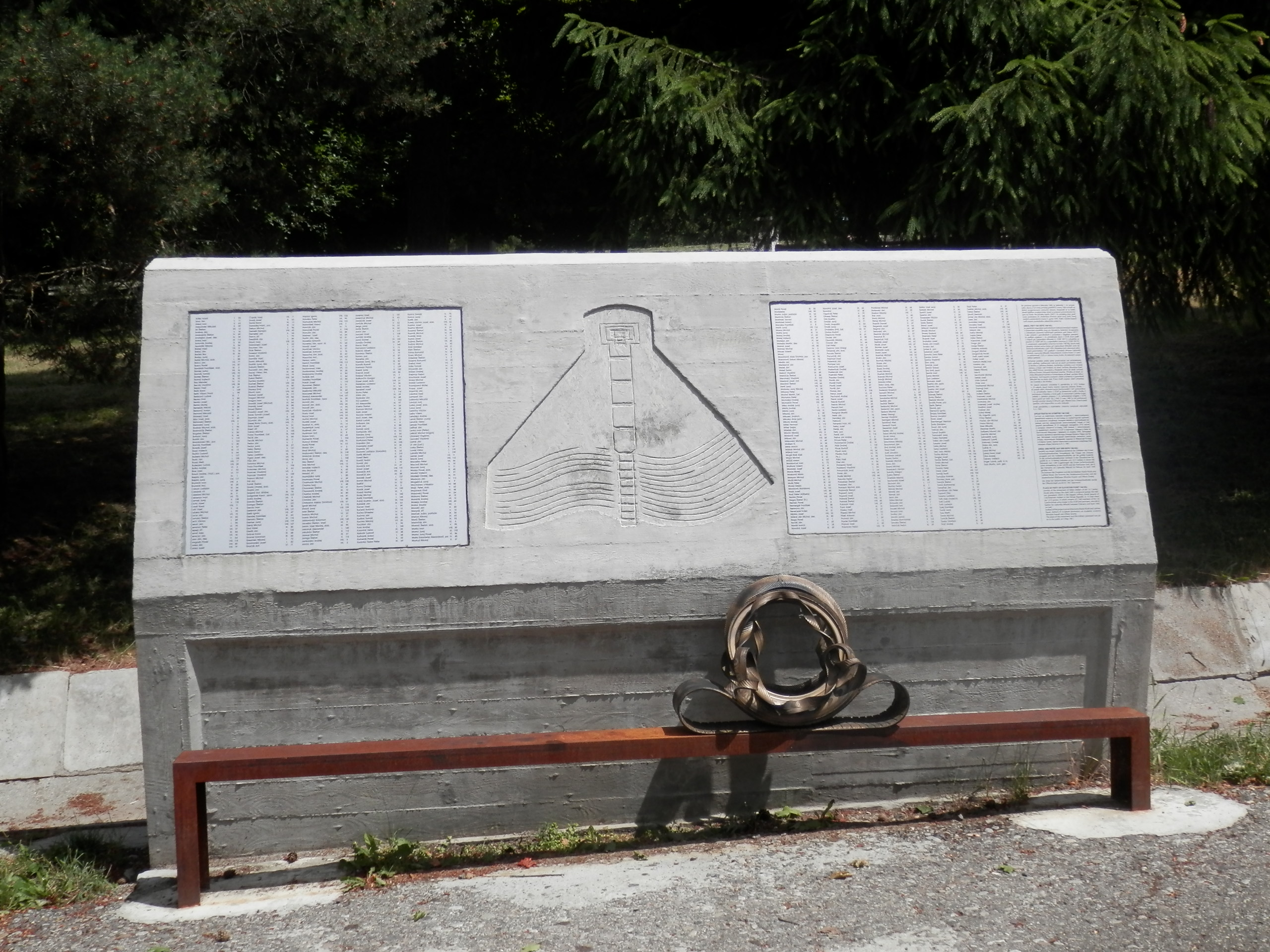
Informační tabule o hřbitově
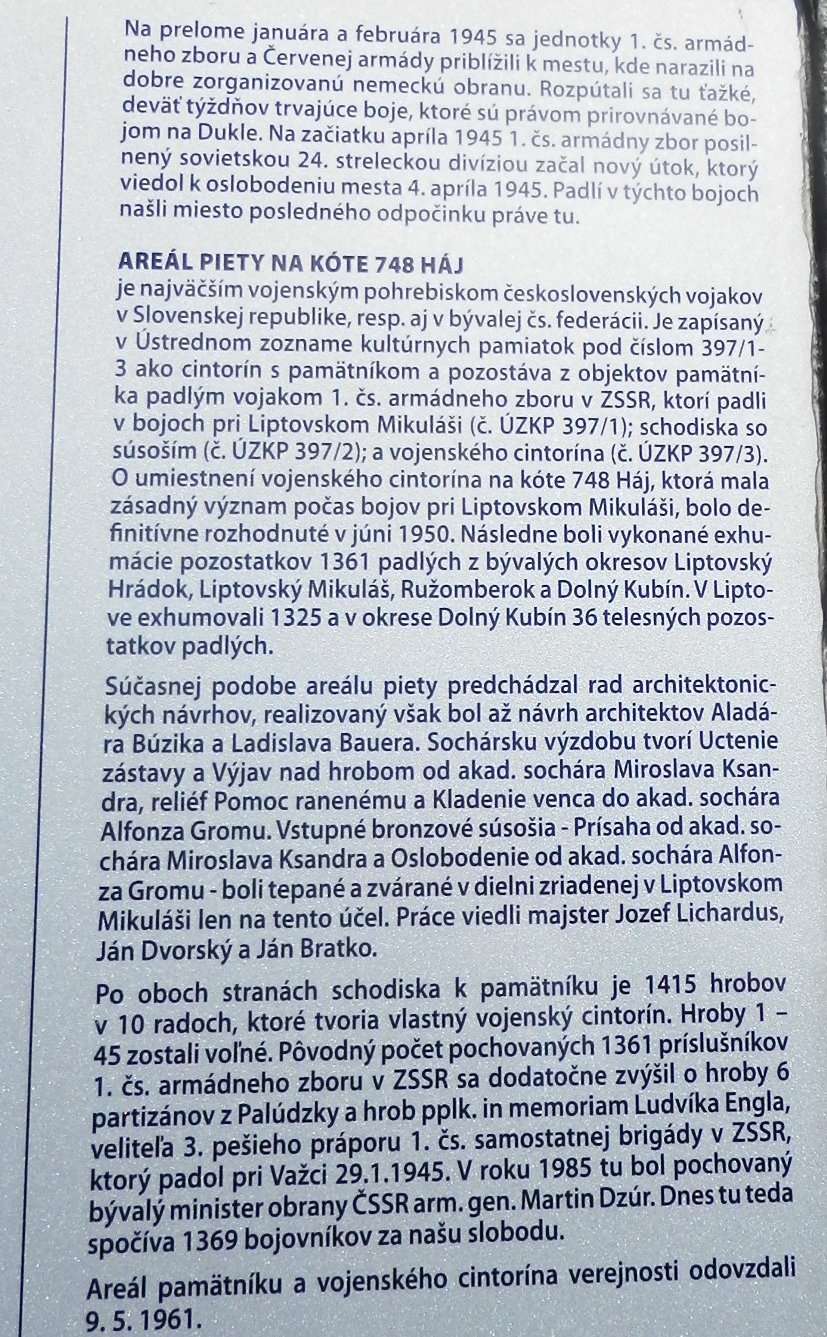
Informační tabule, základní údaje o areálu
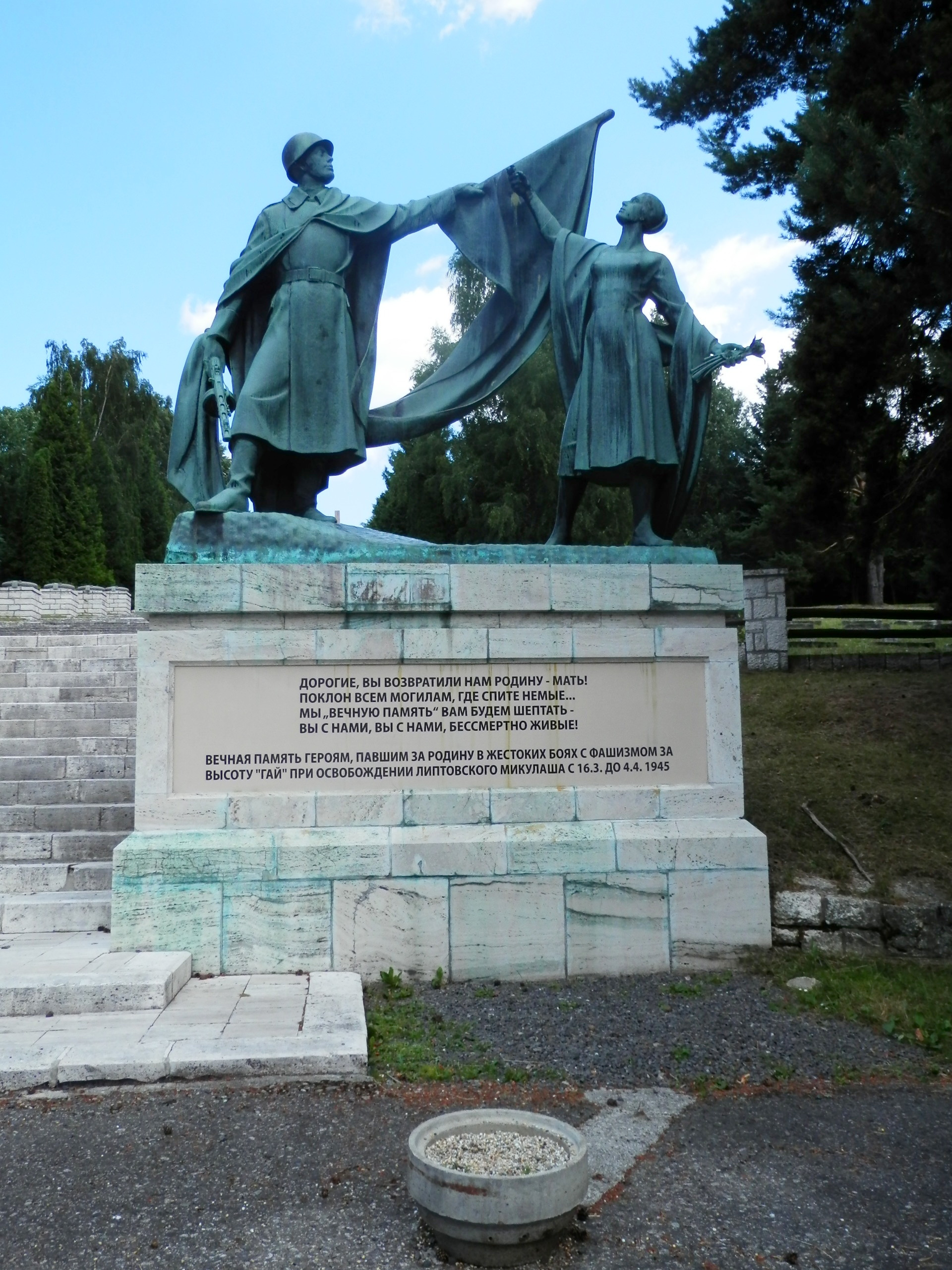
Sousoší – Osvobození
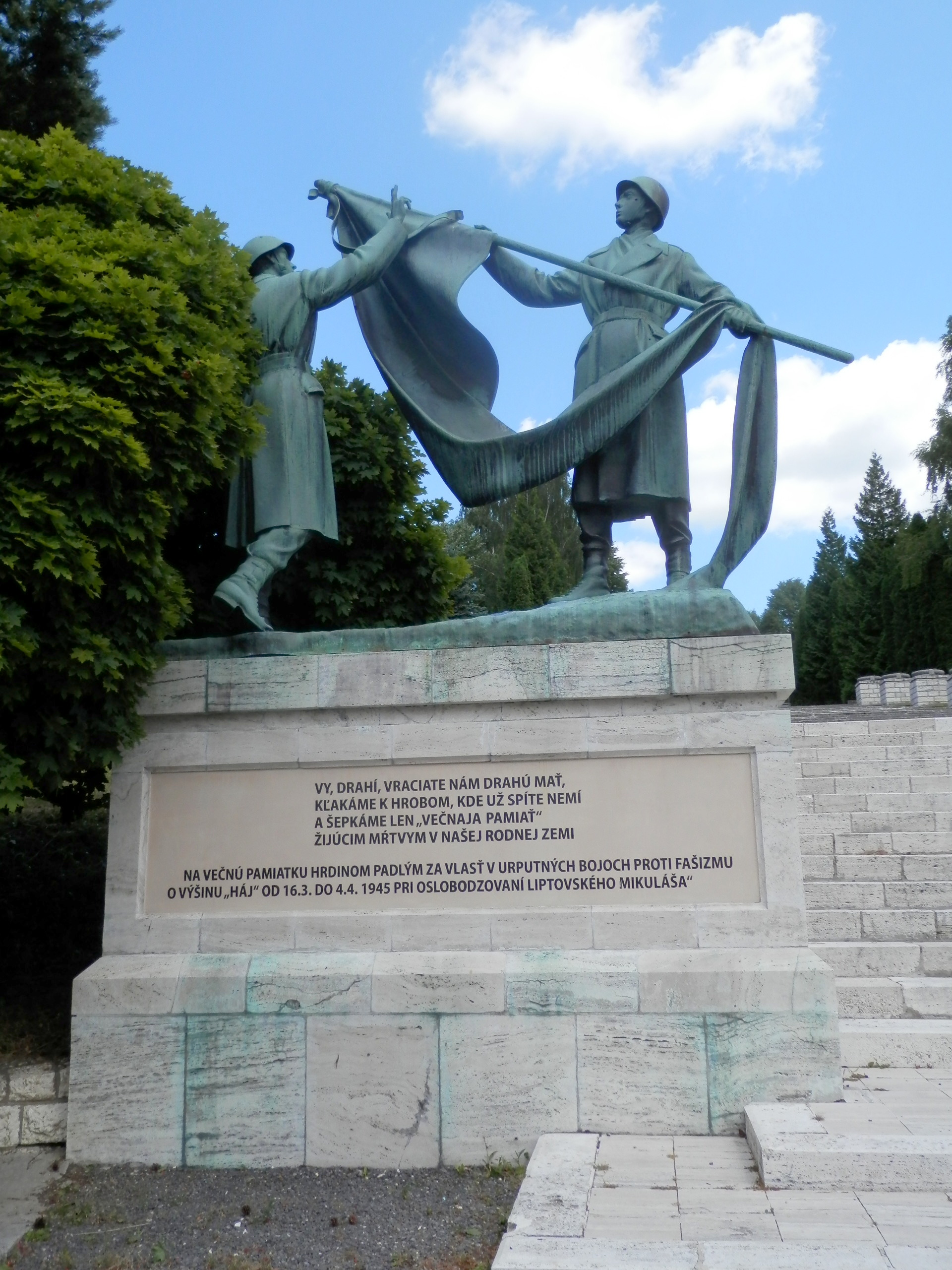
Sousoší – Přísaha
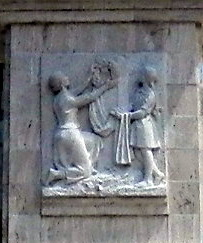
Reliéf – Kladení věnce
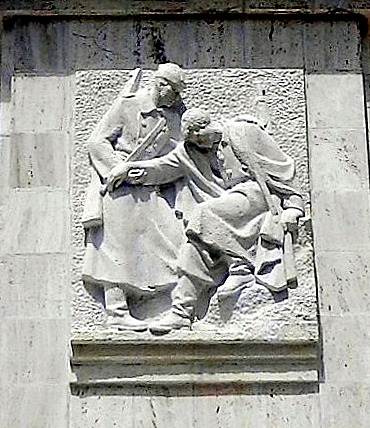
Reliéf – Pomoc raněnému
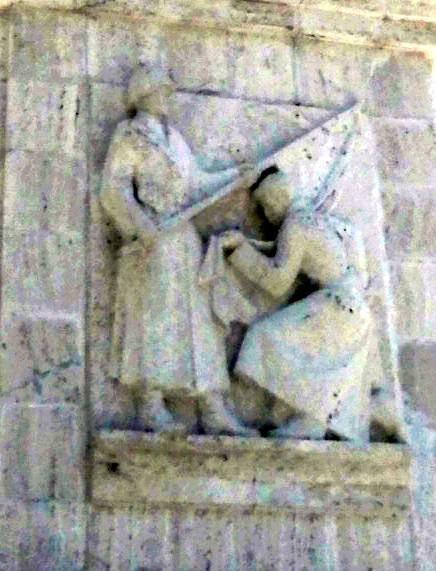
Reliéf – Uctění praporu
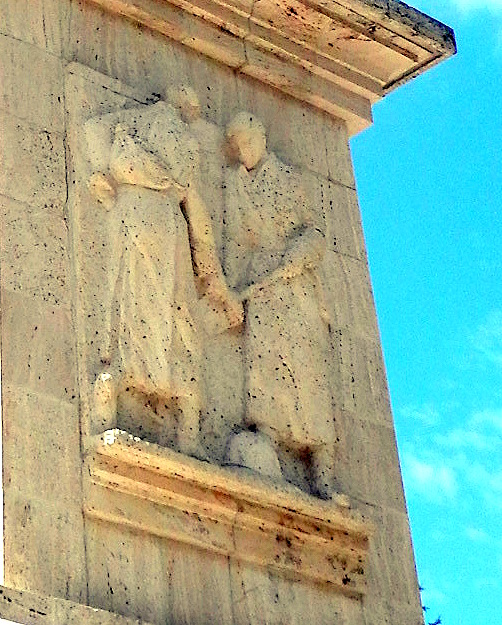
Reliéf – Nad hrobem
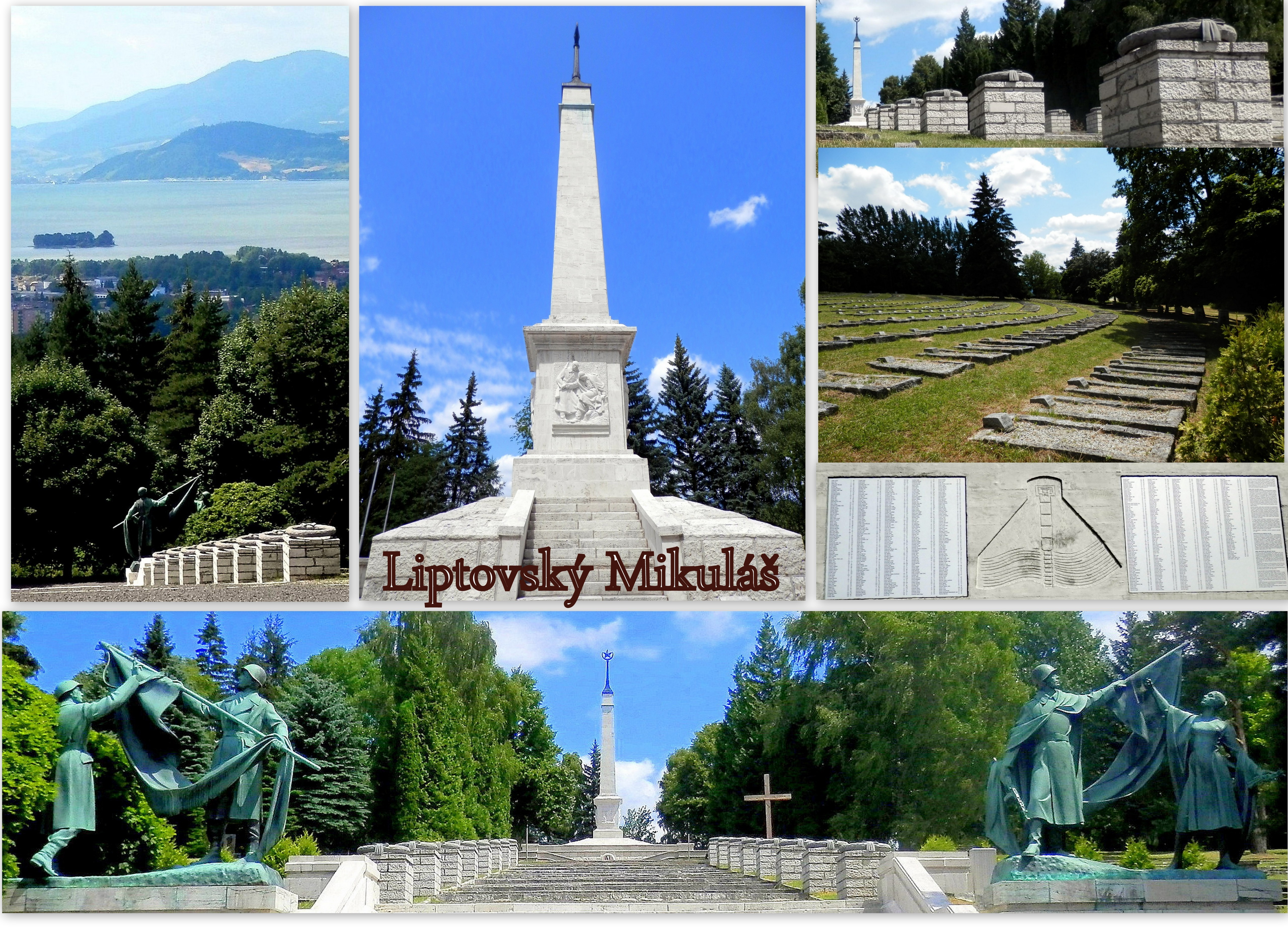